# Казачья быль
«Казачья быль» — российский исторический художественный фильм, снятый Николаем Гусаровым в 1999 году на Свердловской киностудии.

## Сюжет
Первый кадр демонстрирует степь. Закадровый голос говорит, что в Приазовье издревле обитали потомки скифов: бродники, берендеи и черкасы, причем были они языка славянского, а веры православной. В эпоху Золотой Орды они стали называться казаками. Во время Куликовской битвы казаки поддержали князя Дмитрия и навлекли гнев ордынцев. Дон опустел. И лишь спустя 50 лет Сары-Азман возродил донское казачество. 
1552 год. Царь Иван Грозный готовит поход на Казань. Но есть у него опасение, что вольные донские казаки могут не поддержать его в этом походе, и даже наоборот — ударить в тыл его армии. Он отправляет на Дон гонца, Романа Алимова, чтобы разведать их планы, и вручает ему пояс с драгоценными камнями, как знак царского отличия.
По дороге на Дон в Диком поле Роман Алимов из ордынских казаков попадает в плен к ногайцам и лишается пояса. Но его выручает подоспевший отряд атамана Сусара Федорова, который, в свою очередь, пленяет дочь ногайского князя Юсуфа Айгуль. Отряд казаков прибывает в кош, где на майдане обсуждают поход царя Ивана на Казань. Одни казаки с недоверием относятся к московитам, но другие видят в них братьев. Пришедший вместе в Романом поп Евпсихий удивляется обычаям казаков, которые хотя и православные, но ни церквей, ни духовенства не имеют, живут с басурманками и венчаются, обходя вокруг кустов. Роман и Данила выясняют общее родство совершают обычай побратимства, но вскоре ссорятся из-за Айгуль. На кош нападают ногайцы. Казаки лишь укрепляются в мысли, что без московского царя им не выжить и принимают участие в походе на Казань.

## В ролях
- Анатолий Котенёв — атаман Данила (озвучивает Леонид Белозорович)
- Венера Сиразиева —  Айгуль, дочь татарского князя Юсуфа
- Евгений Минулин — Роман Алимов
- Юрий Назаров — атаман
- Лесь Сердюк — Кост Верболоз
- Юрий Алексеев — отец Евпсихий
- Владимир Антоник — Севрюк (также читает закадровый текст)
- Юрий Дубровин — Богай
- Николай Гусаров — Чига
- Александр Ческидов — Шубаш
- Олег Николаевский — дед Савка (озвучивает Юрий Саранцев)
- Татьяна Голубева-Сумарокова — старшая казачка